# Coral Aita Donostia

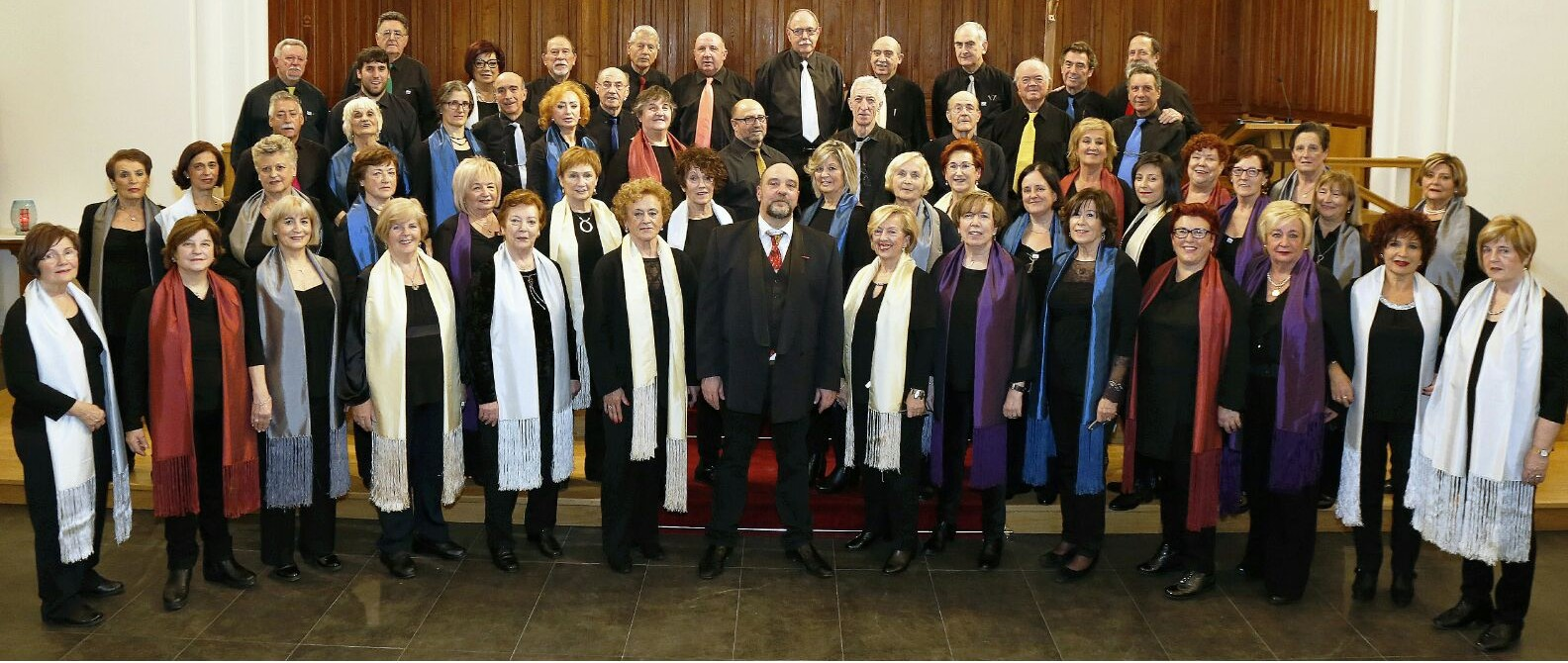
Aita Donostia abesbatza

La Coral Aita Donostia fue fundada en 1985 por la Asociación Gaztedi de San Sebastián. Recibió, por su vinculación con los Padres Capuchinos, el nombre del célebre musicólogo, folclorista y compositor Aita Donostia, siendo su primer director el Padre Patxi Balenciaga.
Desde su creación, la actividad de la Coral Aita Donostia fue intensificándose progresivamente, participando en celebraciones litúrgicas y acompañamientos religiosos, y ofreciendo conciertos en San Sebastián y en diversas poblaciones de la provincia de Guipúzcoa.

## Actuaciones
Ha realizado intercambios con otros coros y por ello ha ofrecido conciertos en otras comunidades: La Rioja, Cantabria, Comunidad de Madrid, Asturias, Navarra, Huesca, Toledo, Aragón, León, Barcelona, Soria, etc. Ha realizado viajes por el extranjero, debiéndose destacar los conciertos en Castres (Francia) y la gira efectuada por Argentina el año 2006.
Su participación en los certámenes de masas corales como los de: Ejea de los Caballeros, Autol, San Vicente de la Barquera, Avilés, Zumárraga, Benasque, Arrigorriaga, y Cantata de Barcelona y Lloret de Mar en 2016 le proporcionaron notables calificaciones, como el primer premio conseguido en Autol (La Rioja) el año 1993. 
En 2013 la coral participó en el XX Ciclo de Música Sacra – Encuentro Nacional de Corales Polifónicas, en Talavera de la Reina, con setenta y cuatro voces mixtas bajo la dirección de Javier Alberdi. En 2015 intervino en la gala de entrega de premios deportivos Gipuzkoa Kirolak. En 2016 cantó en la actos de la Semana Santa de Andosilla, En 2017 la coral, que estaba compuesta por setenta voces mixtas, y también bajo la dirección de Javier Alberdi, tomó parte en la Cantata de Barcelona.

## Semana Musical Aita Donostia
Desde el año 1998 esta coral apoya la iniciativa artística: “Semana Musical Aita Donostia”, promovida por su director Javier Alberdi, en la cual la coral actúa junto a grupos corales vascos, peninsulares y extranjeros; siendo las siguientes algunas de las  participaciones más notables: la Misa Ferialis Anónimo del siglo XVIII, Réquiem de G. Faure, la Misa de Felipe Gorriti, Pequeña Misa de Rossini, la Misa de la Coronación de Mozart y El hombre armado: una misa para la paz de Karl Jenkins.

## Algunas canciones de 2024
- Agurra                             Isidro eta J.L. Ansorena
- Aita Gurea                       Aita Madina
- Alleluia                            Josu Elberdin
- Amazing grace               John Newton

- Ave Maria                        Usanditzaga
- Ave Verum                       Karl Jenkins
- Bihotz bat                       Pablo Sorozabal
- Cantique                          Gabriel Fauré
- Dirait-on                          Morten Lauridsen
- El día que me quieras      Carlos Gardel / Alfredo Le Pera / Felix Vera
- En mi viejo San Juan       Noel Estrada

- Goiko Mendian                Jesus Guridi
- Hallelujah                        L. Cohen / R. Emerson
- Herribehera                    Benito Lertxundi / Lorenzo Ondarra
- Ilunabarra                       Jose Juan Santesteban
- Izar ederrak                    Josu Elberdin
- Languir me fais Claudin de Sermisy (1490-1562)
- The Armed Man Karl Jenkins
- Parte Vieja donostiarra   Pedro Ugalde
- Réquiem (Fauré) Gabriel Fauré
- Ronda de enamorados R. Soutullo y Juan Vert
- Segalariak                       Josu Elberdin
- Signore delle cime          Bepi Di Marzi
- Tebje Pajom                     Dmitri Bortnianski
- Tollite ostias                    Saint Seans
- Va pensiero                     G. Verdi

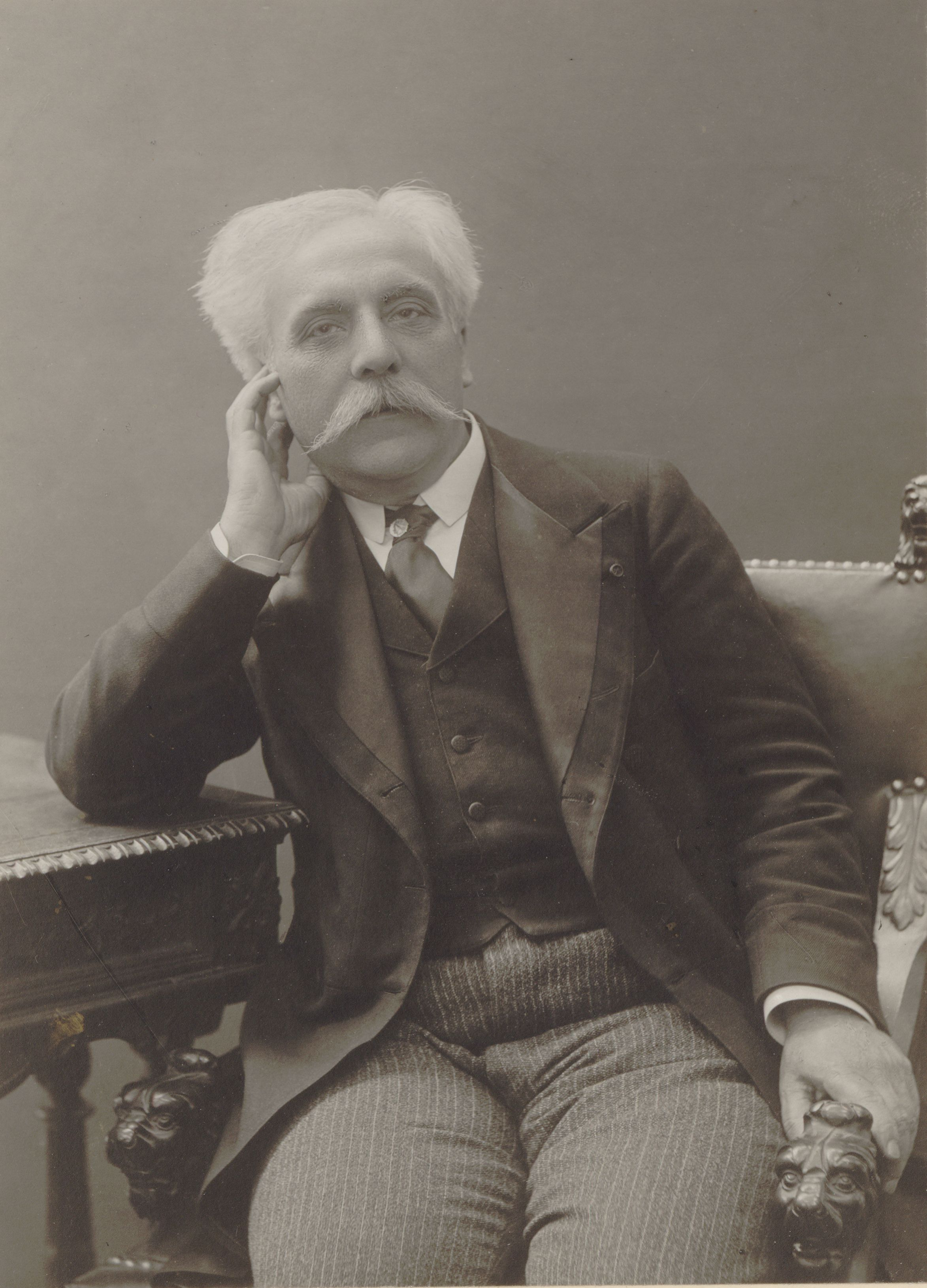
Gabriel Fauré
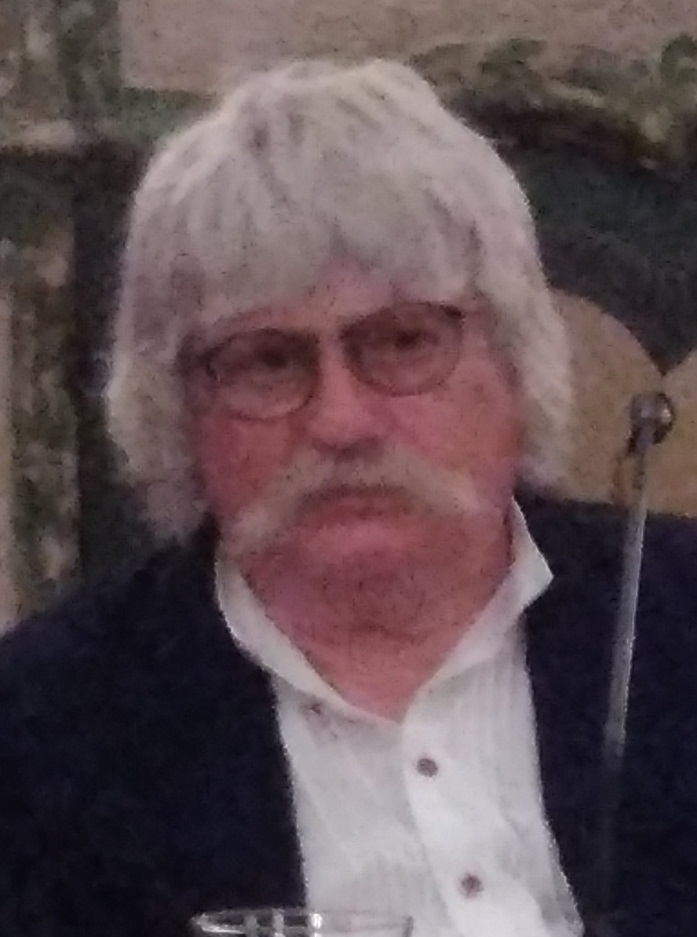
Karl Jenkins
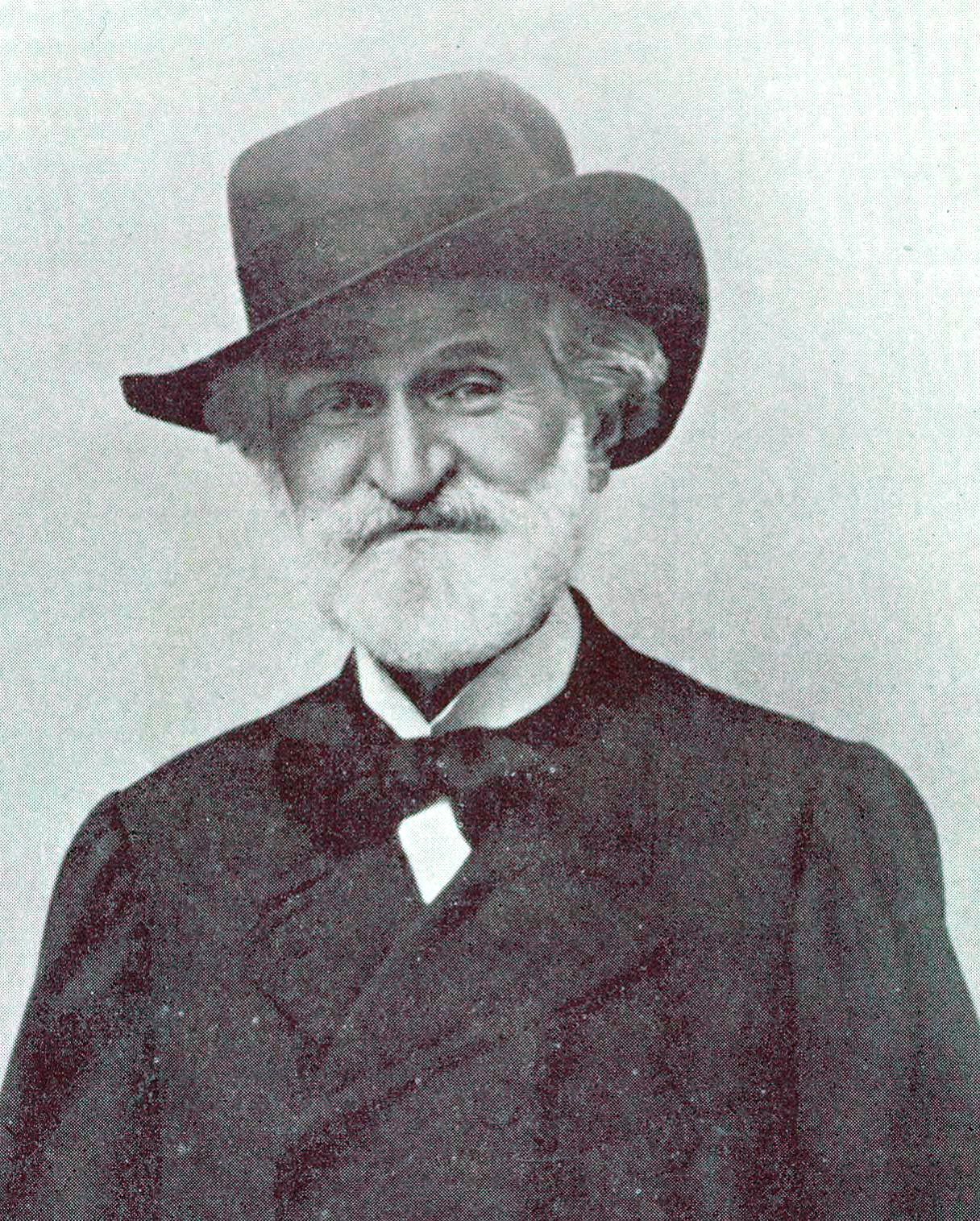
Giuseppe Verdi
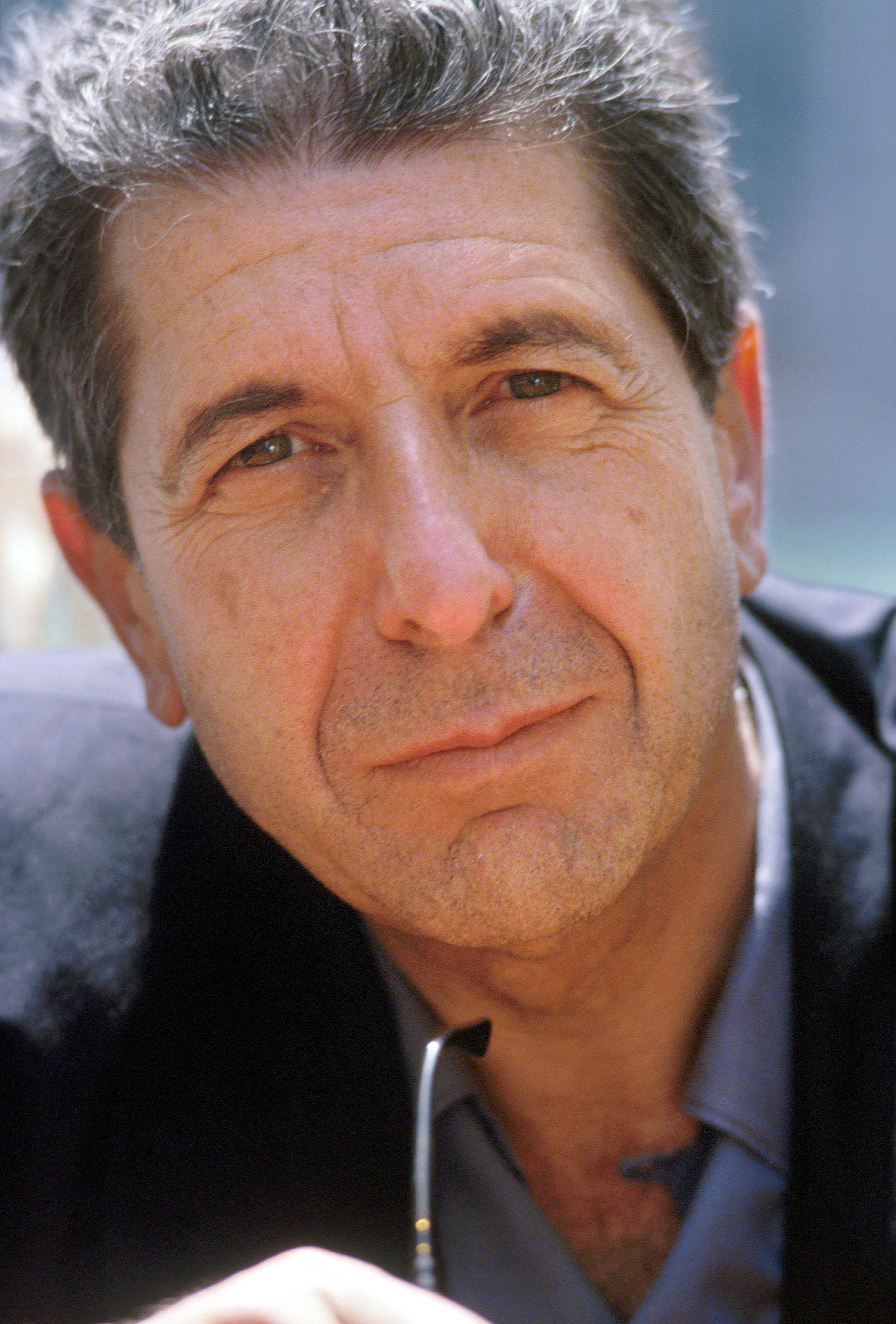
Leonard Cohen
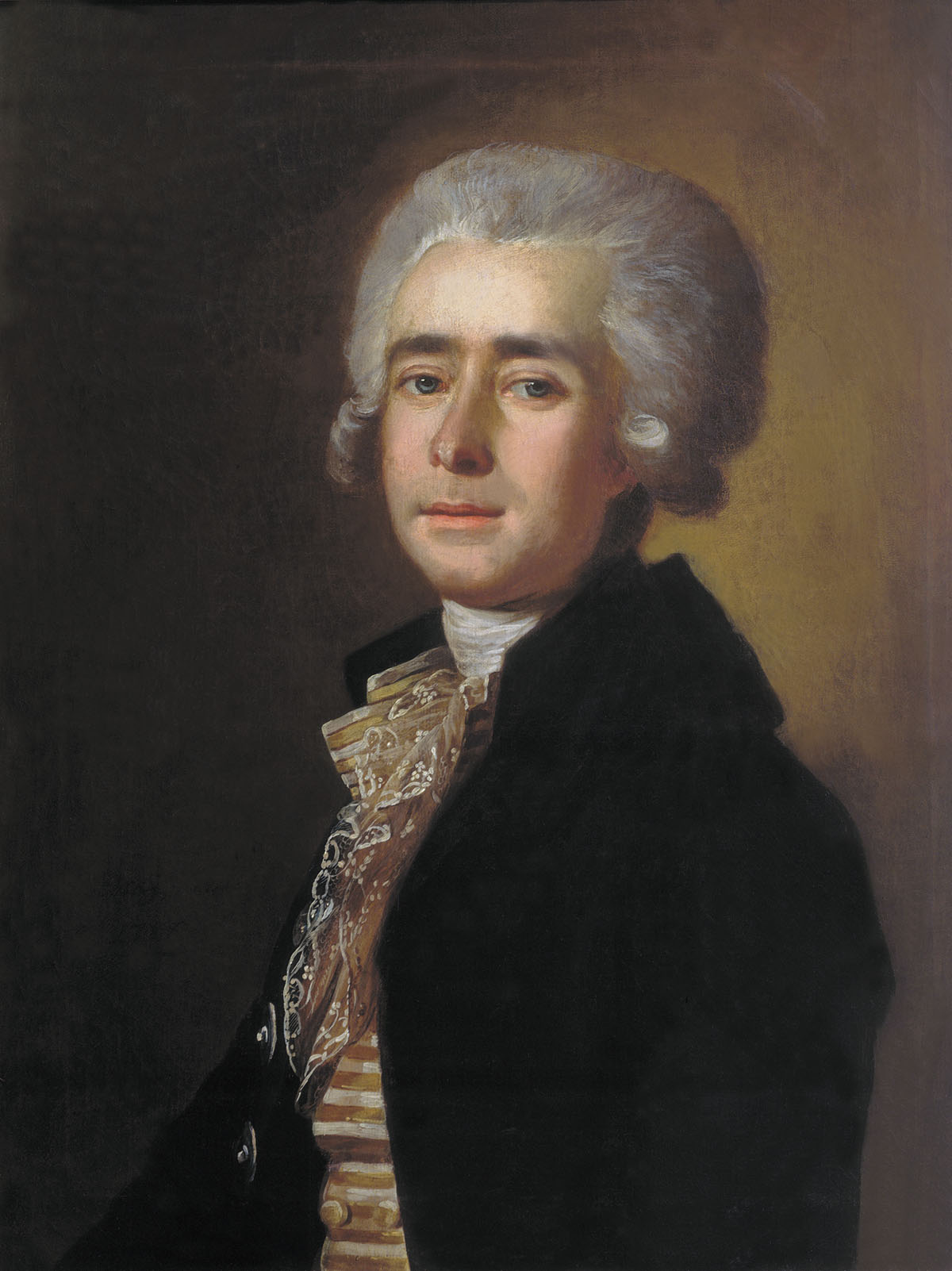
Dmitri Bortnjanski
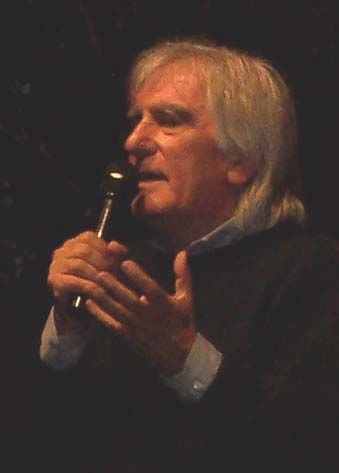
Bepi De Marzi
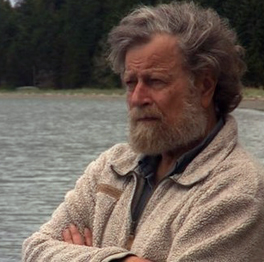
Morten Lauridsen

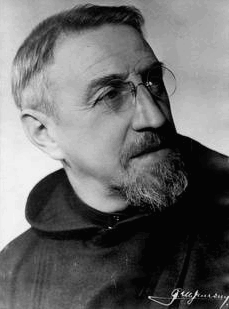
Aita Donostia
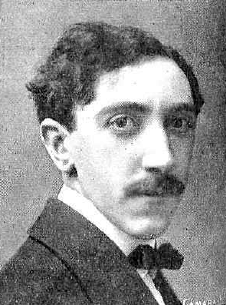
Jesús Guridi
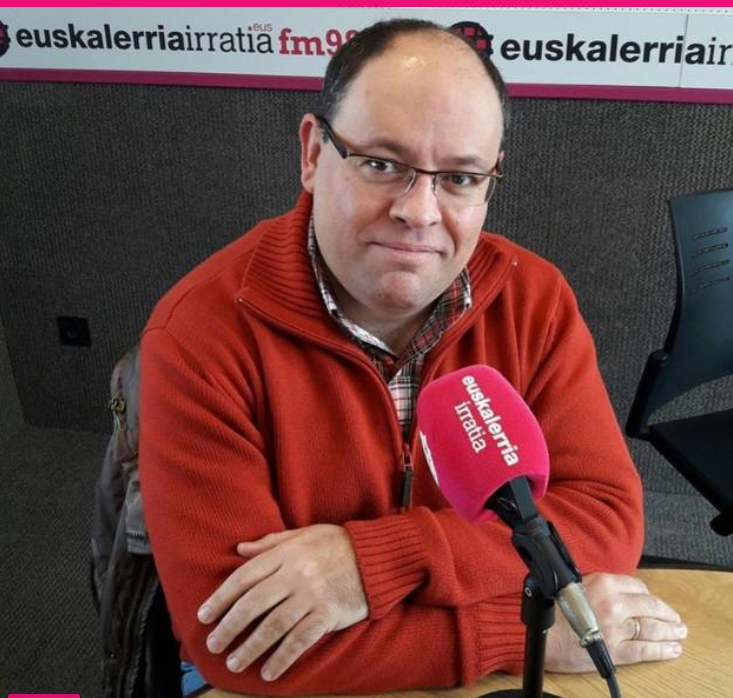
Lorenzo̠ Ondarra
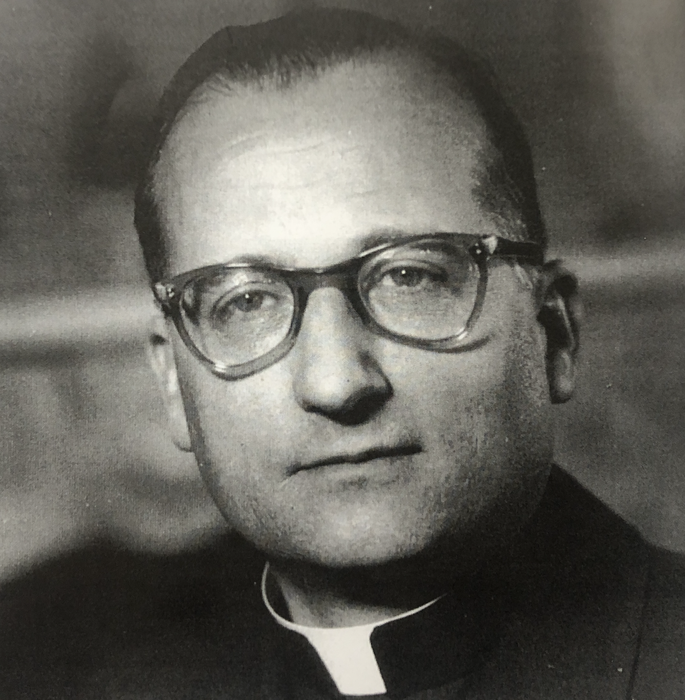
Aita Madina
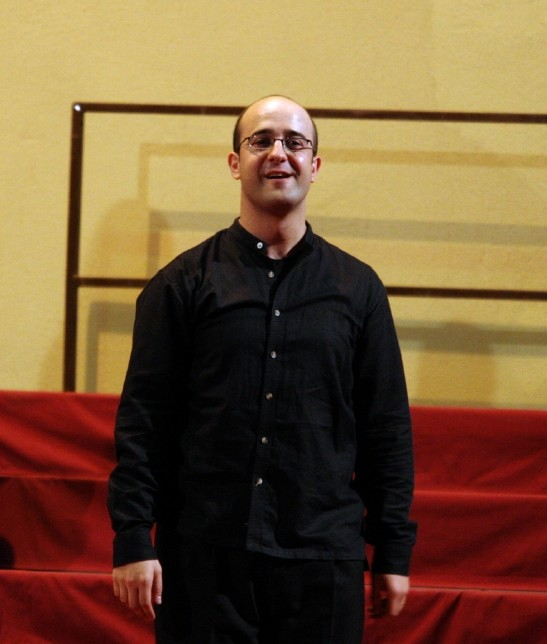
Josu Elberdin
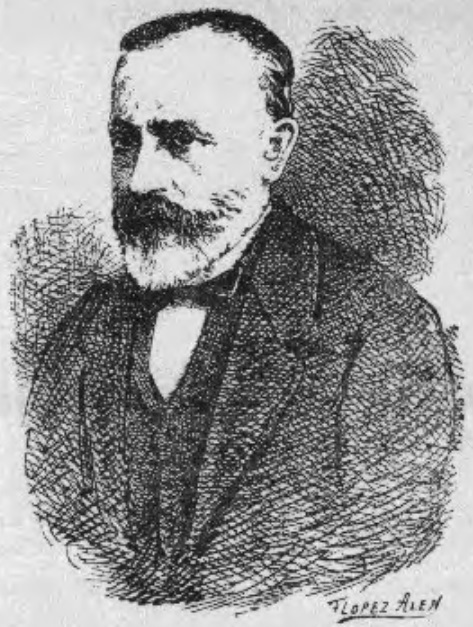
Santesteban
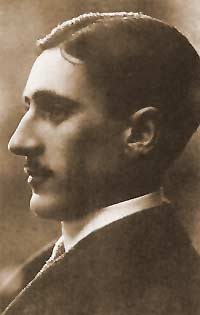
Usandizaga
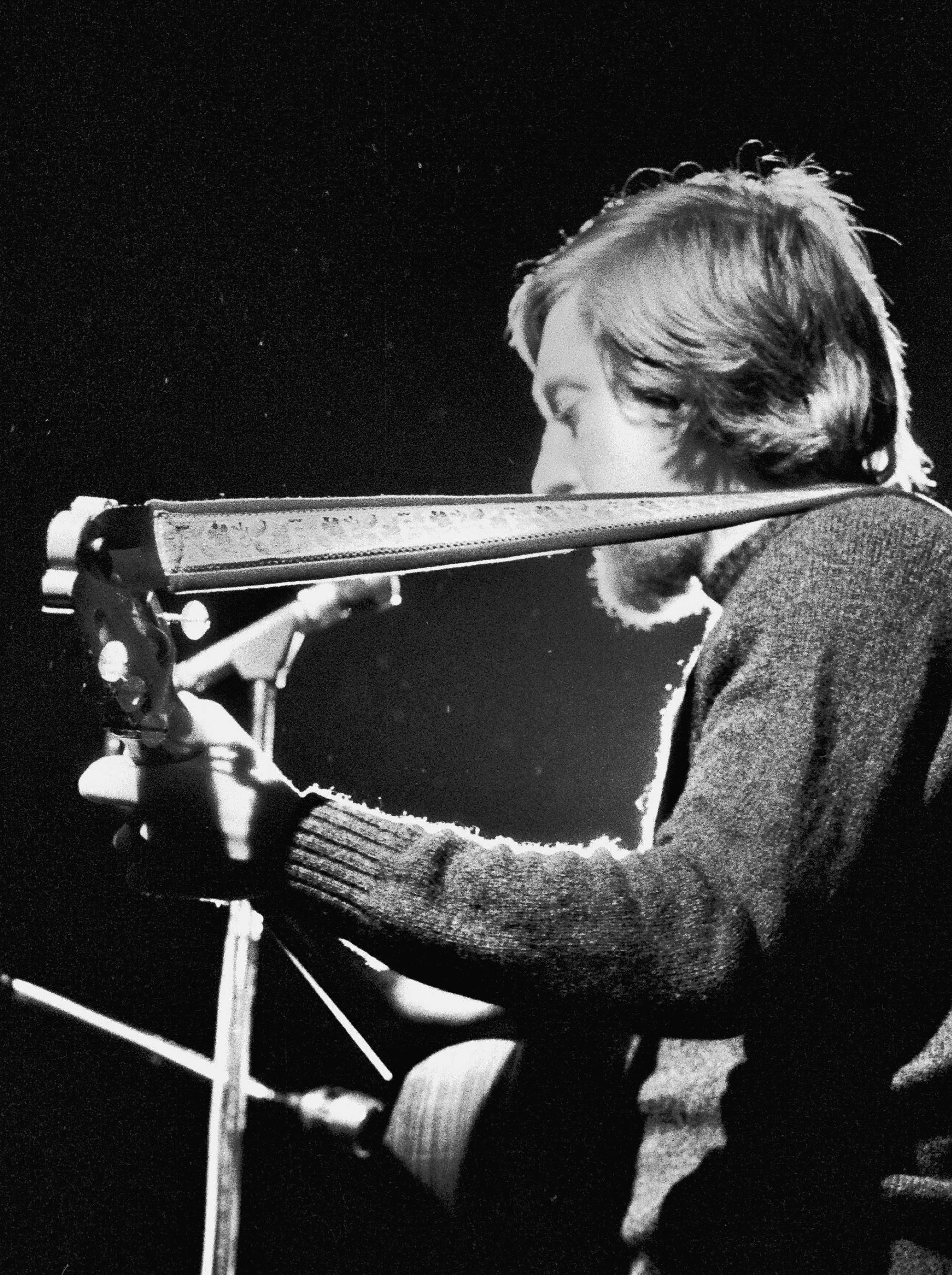
Benito Lertxundi